# Joan Collins
Joan Collins (født 23. maj 1933 i London, England) er en engelsk skuespillerinde. Hun er kendt for sin rolle som Alexis Carrington Colby i tv-serien Dollars.

## Filmografi

### Film
| År   | Titel                                                                   | Rolle                             | Noter                                |
| ---- | ----------------------------------------------------------------------- | --------------------------------- | ------------------------------------ |
| 1951 | Lady Godiva Rides Again                                                 | Beauty Queen Contestant           | Uncredited                           |
| 1951 | Facts and Fancies                                                       | Teenager                          | Short film                           |
| 1952 | The Woman's Angle                                                       | Marina                            |                                      |
| 1952 | Judgment Deferred                                                       | Lil Carter                        |                                      |
| 1952 | I Believe in You                                                        | Norma Hart                        |                                      |
| 1953 | Decameron Nights                                                        | Pampinea / Maria                  |                                      |
| 1953 | Cosh Boy                                                                | Rene Collins                      |                                      |
| 1953 | Turn the Key Softly                                                     | Stella Jarvis                     |                                      |
| 1953 | The Square Ring                                                         | Frankie                           |                                      |
| 1953 | Our Girl Friday                                                         | Sadie Patch                       |                                      |
| 1954 | The Good Die Young                                                      | Mary Halsey                       |                                      |
| 1955 | Land of the Pharaohs                                                    | Princess Nellifer                 |                                      |
| 1955 | The Virgin Queen                                                        | Beth Throckmorton                 |                                      |
| 1955 | The Girl in the Red Velvet Swing                                        | Evelyn Nesbit Thaw                |                                      |
| 1956 | The Opposite Sex                                                        | Crystal                           |                                      |
| 1957 | Sea Wife                                                                | Sea Wife                          |                                      |
| 1957 | The Wayward Bus                                                         | Alice Chicoy                      |                                      |
| 1957 | Island in the Sun                                                       | Jocelyn Fleury                    |                                      |
| 1957 | Stopover Tokyo                                                          | Tina Llewellyn                    |                                      |
| 1958 | The Bravados                                                            | Josefa Velarde                    |                                      |
| 1958 | Rally 'Round the Flag, Boys!                                            | Angela Hoffa                      |                                      |
| 1960 | Seven Thieves                                                           | Melanie                           |                                      |
| 1960 | Esther and the King                                                     | Esther                            |                                      |
| 1962 | The Road to Hong Kong                                                   | Diane                             |                                      |
| 1965 | Hard Time for Princes                                                   | Jane                              |                                      |
| 1967 | Warning Shot                                                            | Joanie Valens                     |                                      |
| 1968 | Subterfuge                                                              | Anne Langley                      |                                      |
| 1969 | Can Heironymus Merkin Ever Forget Mercy Humppe and Find True Happiness? | Polyester Poontang                |                                      |
| 1969 | If It's Tuesday, This Must Be Belgium                                   | Girl on Sidewalk                  | Cameo appearance                     |
| 1969 | Besieged                                                                | Roberta                           |                                      |
| 1970 | The Executioner                                                         | Sarah Booth                       |                                      |
| 1970 | Up in the Cellar                                                        | Pat Camber                        |                                      |
| 1971 | Revenge                                                                 | Carol Radford                     |                                      |
| 1971 | Quest for Love                                                          | Ottilie Trafford / Tracy Fletcher |                                      |
| 1972 | Tales from the Crypt                                                    | Joanne Clayton                    | Segment: "And All Through The House" |
| 1972 | Fear in the Night aka 'Fright In The Night'                             | Molly Carmichael                  |                                      |
| 1973 | Tales That Witness Madness                                              | Bella Thompson                    | Segment: "Mel"                       |
| 1974 | L'arbitro aka 'Football Crazy'                                          | Elena Sperani                     |                                      |
| 1974 | Dark Places                                                             | Sarah Mandeville                  |                                      |
| 1975 | Alfie Darling                                                           | Fay                               |                                      |
| 1975 | The Great Adventure                                                     | Sonia Kendall                     |                                      |
| 1975 | I Don't Want to Be Born aka 'The Monster'                               | Lucy Carlesi                      |                                      |
| 1976 | The Bawdy Adventures of Tom Jones                                       | Black Bess                        |                                      |
| 1977 | Empire of the Ants                                                      | Marilyn Fryser                    |                                      |
| 1978 | Fearless                                                                | Brigitte                          |                                      |
| 1978 | The Big Sleep                                                           | Agnes Lozelle                     |                                      |
| 1978 | The Stud                                                                | Fontaine Khaled                   |                                      |
| 1978 | Zero to Sixty                                                           | Gloria Martine                    |                                      |
| 1979 | Game for Vultures                                                       | Nicolle                           |                                      |
| 1979 | Sunburn                                                                 | Nera                              |                                      |
| 1979 | The Bitch                                                               | Fontaine Khaled                   |                                      |
| 1982 | Homework                                                                | Diane                             |                                      |
| 1982 | Nutcracker                                                              | Laura Carrere                     |                                      |
| 1994 | Decadence                                                               | Helen / Sybil                     |                                      |
| 1995 | In the Bleak Midwinter                                                  | Margaretta D'Arcy                 |                                      |
| 1997 | Coronation Street: Viva Las Vegas!                                      | Joan Collins                      |                                      |
| 1999 | Joseph and the Amazing Technicolor Dreamcoat                            | Mrs. Potiphar                     |                                      |
| 1999 | The Clandestine Marriage                                                | Mrs. Heidelberg                   | Also associate producer              |
| 2000 | The Flintstones in Viva Rock Vegas                                      | Pearl Slaghoople                  |                                      |
| 2004 | Ellis in Glamourland                                                    | Susan                             |                                      |
| 2006 | Ozzie                                                                   | Max Happy                         |                                      |
| 2009 | Banksy's Coming for Dinner                                              | Joan                              |                                      |
| 2010 | Fetish                                                                  | Francesca Vonn                    | Short film                           |
| 2013 | Saving Santa                                                            | Vera Baddington                   | Voice                                |
| 2015 | Molly Moon and the Incredible Book of Hypnotism                         | Nockman's Mother                  |                                      |
| 2016 | Absolutely Fabulous: The Movie                                          | Herself                           | Cameo                                |
| 2017 | The Time of Their Lives                                                 | Helen Shelley                     | Also executive producer              |
| 2018 | Gerry                                                                   | Hilda                             | Short film                           |
| 2020 | The Loss Adjuster                                                       | Margaret Rogerton-Sykes           | [ 5 ]                                |
| 2022 | Tomorrow Morning                                                        | Anna                              | [ 6 ]                                |
| 2022 | The Gentle Sex                                                          | Major Connie Brown                | [ 7 ]                                |
| TBC  | In Bed with the Duchess                                                 | Wallis Simpson                    | Filming                              |
| TBC  | Murder Between Friends                                                  | Francesca Carlyle                 | Filming                              |

### Tv
| År        | Titel                               | Rolle                                          | Noter                                                            |
| --------- | ----------------------------------- | ---------------------------------------------- | ---------------------------------------------------------------- |
| 1964      | The Human Jungle                    | Liz Kross                                      | Episode: "Struggle for a Mind"                                   |
| 1966      | Run for Your Life                   | Gilian Wales                                   | Episode: "The Borders of Barbarism"                              |
| 1966      | The Man from U.N.C.L.E.             | Baroness Bibi De Chasseur / Rosy Shlagenheimer | Episode: "The Galatea Affair"                                    |
| 1967      | The Virginian                       | Lorna Marie Marshall                           | Episode: "The Lady from Wichita"                                 |
| 1967      | Batman                              | The Siren (Lorelei Circe)                      | Episodes: "Ring Around the Riddler" and "The Wail of the Siren"  |
| 1967      | The Danny Thomas Hour               | Myra                                           | Episode: "The Demon Under the Bed"                               |
| 1967      | Star Trek                           | Edith Keeler                                   | Episode: "The City on the Edge of Forever"                       |
| 1969      | Mission: Impossible                 | Nicole Vedette                                 | Episode: "Nicole"                                                |
| 1972      | The Persuaders!                     | Sidonie                                        | Episode: "Five Miles to Midnight"                                |
| 1972      | The Man Who Came to Dinner          | Lorraine Sheldon                               | TV movie                                                         |
| 1973      | Drive Hard, Drive Fast              | Carole Bradley                                 | TV movie                                                         |
| 1973      | Orson Welles Great Mysteries        | Jane Blake                                     | Episode: "The Dinner Party"                                      |
| 1974      | Fallen Angels                       | Jane Banbury                                   | TV movie                                                         |
| 1975      | Ellery Queen                        | Lady Daisy Frawley                             | Episode: "The Adventure of Auld Lang Syne"                       |
| 1975      | Switch                              | Jackie Simon                                   | Episode: "Stung from Beyond"                                     |
| 1975      | Space: 1999                         | Kara                                           | Episode: "Mission of the Darians"                                |
| 1976      | Baretta                             | Lynn Stiles                                    | Episode: "Pay or Die"                                            |
| 1976      | Police Woman                        | Lorelei Frank / Prudence Clark                 | Episodes: "The Pawn Shop" and "The Trick Book"                   |
| 1976      | Arthur Hailey's the Moneychangers   | Avril Devereaux                                | TV Mini-series                                                   |
| 1976      | Gibbsville                          | Andrea                                         | Episode: "Andrea"                                                |
| 1977      | The Fantastic Journey               | Queen Halyana                                  | Episode: "Turnabout"                                             |
| 1977      | Future Cop                          | Eve Di Falco                                   | Episode: "The Kansas City Kid"                                   |
| 1977      | Starsky and Hutch                   | Janice                                         | Episode: "Starsky and Hutch on Playboy Island"                   |
| 1979      | Tales of the Unexpected             | Lady Natalia Turton                            | Episode: "Neck"                                                  |
| 1980      | Tales of the Unexpected             | Clare Duckworth/Julia Roach                    | Episode: "Georgy Porgy"                                          |
| 1980      | Tales of the Unexpected             | Suzy Starr                                     | Episode "A Girl Can't Always Have Everything"                    |
| 1980      | Fantasy Island                      | Lucy Atwell                                    | Episode: "My Fair Pharaoh/The Power"                             |
| 1981–1989 | Dynasty                             | Alexis Morell Carrington Colby                 | Series regular (Season 2–8), recurring (Season 9) 195 episodes   |
| 1982      | Paper Dolls                         | Racine                                         | TV movie                                                         |
| 1982      | The Wild Women of Chastity Gulch    | Annie McCulloch                                | TV movie                                                         |
| 1983      | Making of a Male Model              | Kay Dillon                                     | TV movie                                                         |
| 1983      | The Love Boat                       | Janine Adams                                   | Episode: "The Captain's Crush/Out of My Hair/Off-Course Romance" |
| 1983      | Faerie Tale Theatre                 | Stepmother / Witch                             | Episode: "Hansel and Gretel"                                     |
| 1984      | The Cartier Affair                  | Cartier Rand / Marilyn Hallifax                | TV movie                                                         |
| 1984      | Her Life as a Man                   | Pam Dugan                                      | TV movie                                                         |
| 1986      | Sins                                | Helene Junot                                   | TV Mini-series, also executive producer                          |
| 1986      | Monte Carlo                         | Katrina Petrovna                               | TV Mini-series, also executive producer                          |
| 1991      | Tonight at 8:30                     | Various                                        | Series regular, 8 episodes, also executive producer              |
| 1991      | Dynasty: The Reunion                | Alexis Morrell Carrington Colby Dexter Rowan   | TV Mini-series                                                   |
| 1993      | Roseanne                            | Ronnie                                         | Episode: "First Cousin, Twice Removed"                           |
| 1993      | Mama's Back                         | Tamara Hamilton                                | TV pilot                                                         |
| 1993      | Egoli: Place of Gold                | Catherine Sinclair                             | Special Guest Star                                               |
| 1995      | Hart to Hart: Two Harts in 3/4 Time | Lady Camilla                                   | TV movie                                                         |
| 1995      | Annie: A Royal Adventure!           | Lady Edwina Hogbottom                          | TV movie                                                         |
| 1996      | The Nanny                           | Joan Sheffield                                 | Episode: "Me and Mrs. Joan"                                      |
| 1997      | Pacific Palisades                   | Christina Hobson                               | 7 episodes                                                       |
| 1998      | Sweet Deception                     | Arianna                                        | TV movie                                                         |
| 2000      | Will & Grace                        | Helena Barnes                                  | Episode: "My Best Friend's Tush"                                 |
| 2001      | These Old Broads                    | Addie Holden                                   | TV movie                                                         |
| 2002      | Guiding Light                       | Alexandra Spaulding                            | 7 episodes                                                       |
| 2005      | Slavery and the Making of America   | Reenactor                                      | Episode: "Seeds of Destruction"                                  |
| 2006      | Hotel Babylon                       | Lady Imogen Patton                             | Episode: "1.7"                                                   |
| 2006      | Footballers' Wives                  | Eva De Wolffe                                  | 2 episodes                                                       |
| 2009      | Agatha Christie's Marple            | Ruth Van Rydock                                | Episode: "They Do It with Mirrors"                               |
| 2010      | Verbotene Liebe                     | Lady Joan                                      | 3 episodes                                                       |
| 2010      | Rules of Engagement                 | Bunny Dunbar                                   | Episode: "Les-bro"                                               |
| 2012–2013 | Happily Divorced                    | Joan Collins                                   | 3 episodes                                                       |
| 2013      | Celebrity Deal or No Deal           | Herself / Contestant                           | Television special                                               |
| 2014–2017 | Benidorm                            | Crystal Hennessy-Vass                          | 4 episodes                                                       |
| 2015–2018 | The Royals                          | Alexandra, Grand Duchess of Oxford             | 7 episodes                                                       |
| 2018      | American Horror Story: Apocalypse   | Evie Gallant                                   | Episodes: "The End" and "The Morning After"                      |
| 2018      | American Horror Story: Apocalypse   | Bubbles McGee                                  | Episodes: "Traitor" and "Fire and Reign"                         |
| 2019      | Hawaii Five-0                       | Amanda Savage                                  | Episode: "Ai no i ka 'ape he mane'o no ko ka nuku"               |
| 2024      | The Reluctant Traveler              | Herself                                        | Episode: "France: The Secrets of Saint-Tropez"                   |
| TBC       | Glow and Darkness                   | Adelaide of Maurienne                          | 10 episodes, post-production                                     |

### Teater
- 1946, A Doll's House - Arts Theatre, London
- 1952, The Seventh Veil - Q Theatre, London
- 1952, Jassy - Q Theatre, London
- 1953, The Praying Mantis - UK Tour
- 1953, Claudia and David - Q Theatre, London
- 1954, The Skin of Our Teeth - Q Theatre, London
- 1980-81, The Last of Mrs. Cheyney - Chichester Festival Theatre/Cambridge Theatre, London
- 1981, Murder in Mind - Yvonne Arnaud Theatre, Guildford/Theatre Royal, Brighton
- 1990–91, Private Lives - Theatre Royal, Bath/Aldwych Theatre, London
- 1992, Private Lives - Broadhurst Theatre, New York City
- 2000, Love Letters - US Tour
- 2001, Over the Moon - The Old Vic, London
- 2004, Full Circle - UK Tour
- 2006, An Evening with Joan Collins - UK Tour
- 2006–07, Legends - North American Tour
- 2010, One Night with Joan - Feinsteins at the Regency, New York City
- 2010–11, Dick Whittington - Birmingham Hippodrome
- 2011, One Night with Joan - Australian Tour
- 2011–14, One Night with Joan - Leicester Square Theatre, London
- 2013, One Night with Joan - UK Tour
- 2016, Joan Collins Unscripted - UK Tour
- 2019, Joan Collins Unscripted - London Palladium/UK Tour
- 2021, Joan Collins is Unapologetic - UK Tour[12]
- 2023, Behind the Shoulder Pads - UK Tour[13]